# Sao Liễu

Bản đồ sao Liễu

Sao Liễu (tiếng Trung: 鬼宿, bính âm: Liǔ Xiù; Hán-Việt: Liễu tú) là một trong nhị thập bát tú của chòm sao Trung Quốc cổ đại. Nó là một trong những chòm sao nằm ở phương nam của Chu Tước.

## Quần sao
| Hán-Việt | Trung | Chòm sao  | Số lượng sao | Ý nghĩa                  |
| -------- | ----- | --------- | ------------ | ------------------------ |
| Liễu     | 柳    | Trường Xà | 8            | Cây liễu.                |
| Tửu Kỳ   | 酒旗  | Sư Tử     | 3            | Cờ treo ngoài quán rượu. |